# Pollenia leclercqiana
Pollenia leclercqiana är en tvåvingeart som beskrevs av Andy Z. Lehrer 1978. Pollenia leclercqiana ingår i släktet vindsflugor, och familjen spyflugor.
Artens utbredningsområde är Spanien. Inga underarter finns listade i Catalogue of Life.